# Гірчак Євген Федорович
Євге́н Фе́дорович Гірча́к (нар. 9 лютого 1898, село Олексіївка біля Юзівки, тепер у складі Донецька Донецької області — розстріляний 27 лютого 1938, Москва) — радянський партійний діяч, редактор друкованого органу ЦК КП(б)У журналу «Більшовик України». Член Центральної Контрольної Комісії КП(б)У в листопаді 1927 — червні 1930 р.

## Біографія
Закінчив Павлоградську учительську семінарію на Катеринославщині. За спогадами його однокурсника українського письменника Василя Чапленка (1900-1990), Гірчак навчався під прибраним прізвищем Алексєєв. «...він казав мені, - згадував 1972 року на еміграції В. Чапленко, - що в нашій семінарії він переховувався від царської поліції, казав, що сидів у в'язниці раніш». Якось Гірчак приніс до класу Шевченкового «Кобзаря», показав іншим. Це сприяло пробудженню національної свідомості у юнацтва. 
Член РСДРП(б) з 1915 року.
У 1918—1920 роках — в Червоній армії. Учасник Громадянської війни в Росії.
У 1925 році закінчив Інститут червоної професури у Москві. 
Після закінчення інституту направлений у розпорядження ЦК КП(б)У, перебував на відповідальній партійній роботі у Харківському окружному комітеті КП(б)У.
У 1920-х роках працював редактором друкованого органу ЦК КП(б)У журналу «Більшовик України». Брав активну участь у публічних виступах проти Шумського і Хвильового, підтримував колишніх «боротьбистів» Панаса Любченка і Андрія Хвилю, критикував Павла Постишева і Миколу Скрипника.
У 1930—1933 роках — заступник народного комісара освіти Української СРР. Водночас від 1930 входив до правління ВУСПП. У цей період виступав проти Панаса Любченка і Андрія Хвилі, звинувачуючи їх у «потуранні націоналізму» та «націоналістичній контрреволюції».
Від 1933 року — старший науковий співробітник Інституту радянського будівництва і права при Комуністичній академії у Москві.
Автор праць: «Завдання національно-культурного будівництва». Харків, 1929; «Хвильовизм. Досвід політичної характеристики». Харків, 1930; «На два фронта в борьбе против национализма». Москва, 1931; «Проти націоналістичної контрабанди і ліберального ставлення до неї». Київ, 1932.
14 грудня 1934 року заарештований органами НКВС, 2 липня 1935 року виключений з партії, 1 серпня 1935 року за звинуваченням в участі у контрреволюційній терористичної організації, що готувала терористичні акти проти керівництва комуністичної партії, засуджений до 10 років позбавлення волі. Під час відбуття покарання як психічно хворий переведений до Московської обласної тюремної лікарні. Розстріляний за «контрреволюційну агітацію серед ув'язнених». У 1957 році реабілітований Постановою секретаріату ЦК КПУ. У 1989 році посмертно відновлений у партії.